# Uragano Audrey
L'uragano Audrey è stato uno dei cicloni tropicali più devastanti del XX secolo a colpire gli Stati Uniti, in particolare gli stati della Louisiana e del Texas. Si formò il 24 giugno 1957 nel Golfo del Messico, e in pochi giorni si intensificò rapidamente, raggiungendo la categoria 4 nella scala Saffir-Simpson.
Il 27 giugno 1957, Audrey toccò terra con venti che superavano i 230 km/h e provocò un'onda di tempesta che sommerse intere comunità lungo la costa. Il disastro fu aggravato dal fatto che molte persone non riuscirono a fuggire in tempo: le previsioni meteorologiche all’epoca non erano ancora abbastanza precise, e le autorità locali sottovalutarono la rapidità con cui la tempesta stava avanzando. Questo portò a una vera e propria catastrofe.
Il bilancio fu tragico: circa 416 persone persero la vita, anche se alcune stime parlano di oltre 500 vittime. Migliaia di persone rimasero ferite, e oltre 100 000 furono costrette ad abbandonare le proprie case. I danni materiali ammontarono a circa 150 milioni di dollari dell’epoca, che oggi equivarrebbero a più di un miliardo.
L'uragano Audrey è l’uragano più letale mai registrato negli Stati Uniti nel mese di giugno. Nonostante l’uso di radar e aerei da ricognizione – una novità per l’epoca – la mancanza di esperienza nel prevedere questi fenomeni contribuì alla portata del disastro. Tuttavia, proprio a causa della tragedia, l’uragano Audrey portò a significativi miglioramenti nei sistemi di allerta precoce e nei piani di evacuazione, influenzando il modo in cui oggi si gestiscono le emergenze legate agli uragani.